# Corydoras
Corydoras – rodzaj słodkowodnych ryb sumokształtnych z rodziny kiryskowatych (Callichthyidae). Wiele gatunków to popularne ryby akwariowe.

## Klasyfikacja
Gatunki zaliczane do tego rodzaju:
| - Corydoras acrensis - Corydoras acutus - Corydoras adolfoi - Corydoras albolineatus - Corydoras amapaensis - Corydoras amphibelus - Corydoras approuaguensis - Corydoras araguaiaensis – kirysek aragwajański - Corydoras areio - Corydoras armatus - Corydoras atropersonatus - Corydoras aurofrenatus - Corydoras axelrodi - Corydoras baderi - Corydoras bicolor - Corydoras blochi – kirysek gujański - Corydoras boehlkei - Corydoras boesemani - Corydoras bondi - Corydoras breei - Corydoras brevirostris - Corydoras burgessi - Corydoras carlae - Corydoras caudimaculatus – kirysek ogonoplamy, kirysek plamoogonowy - Corydoras cervinus - Corydoras concolor – kirysek jednobarwny - Corydoras cochui - Corydoras copei - Corydoras coppenamensis - Corydoras coriatae - Corydoras cruziensis - Corydoras davidsandsi – kirysek żółto-czarny - Corydoras diphyes - Corydoras duplicareus - Corydoras ehrhardti - Corydoras ellisae - Corydoras esperanzae - Corydoras evelynae - Corydoras filamentosus - Corydoras flaveolus - Corydoras fowleri - Corydoras geoffroy - Corydoras gladysae - Corydoras gossei - Corydoras griseus - Corydoras guianensis - Corydoras habrosus – kirysek malutki - Corydoras incolicana - Corydoras julii – kirysek lamparci, kirysek nakrapiany | - Corydoras kanei - Corydoras lacerdai - Corydoras leucomelas – kirysek przyprószony - Corydoras longipinnis - Corydoras loretoensis - Corydoras loxozonus - Corydoras maculifer – kirysek liniowany - Corydoras melanistius – kirysek czarnopasy, kirysek plamisty, kirysek czarnopręgi - Corydoras melini – kirysek plamisty, kirysek pręgooki - Corydoras metae – kirysek kolumbijski - Corydoras micracanthus - Corydoras microcephalus - Corydoras multimaculatus - Corydoras narcissus - Corydoras nattereri – kirysek niebieski - Corydoras negro - Corydoras oiapoquensis - Corydoras ortegai - Corydoras osteocarus - Corydoras ourastigma - Corydoras oxyrhynchus - Corydoras paleatus – kirysek pstry, kirysek srokaty - Corydoras panda – kirysek pandowaty - Corydoras paragua - Corydoras parallelus - Corydoras pastazensis - Corydoras petracinii - Corydoras polystictus - Corydoras potaroensis - Corydoras punctatus – kirysek cętkowany, kirysek punktowany - Corydoras reynoldsi - Corydoras sanchesi - Corydoras saramaccensis - Corydoras sarareensis - Corydoras schwartzi – kirysek Schwartza - Corydoras semiaquilus - Corydoras septentrionalis - Corydoras serratus - Corydoras similis - Corydoras simulatus - Corydoras sipaliwini - Corydoras solox - Corydoras spilurus - Corydoras steindachneri - Corydoras stenocephalus - Corydoras surinamensis - Corydoras sterbai – kirysek Sterby, kirysek pomarańczowokolcowy - Corydoras treitlii - Corydoras trilineatus – kirysek trójpręgi - Corydoras tukano - Corydoras urucu - Corydoras vittatus - Corydoras weitzmani - Corydoras xinguensis |

Gatunkiem typowym jest Corydoras geoffroy.

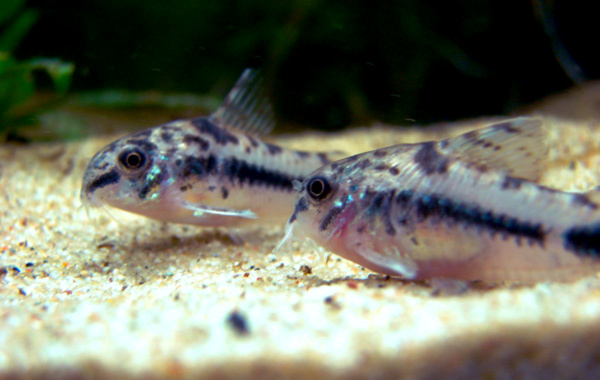
Corydoras habrosus
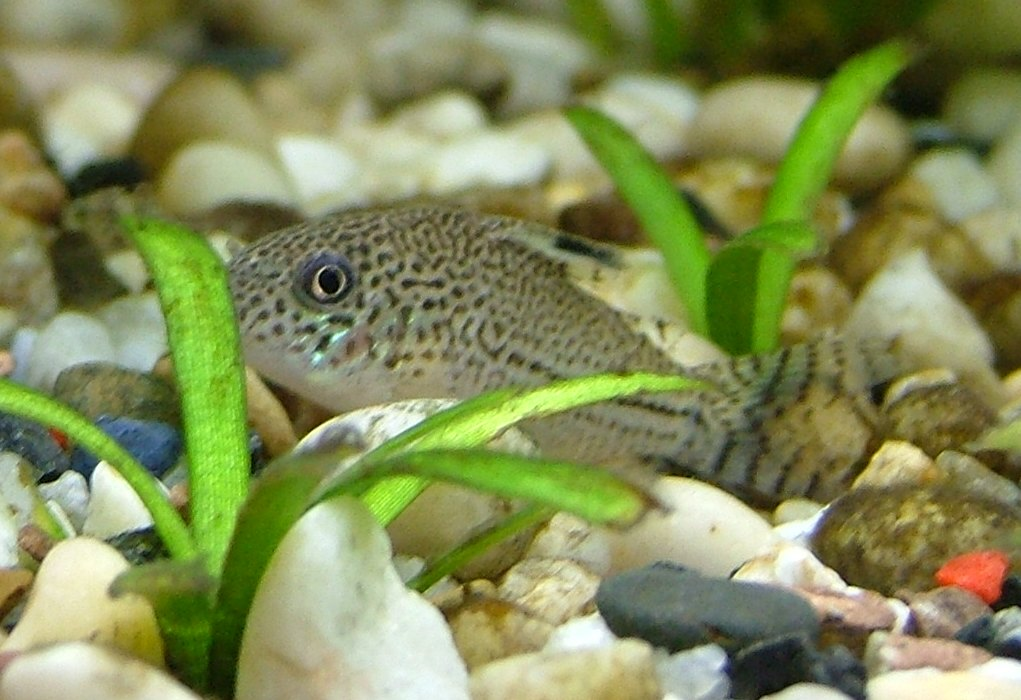
Corydoras julii
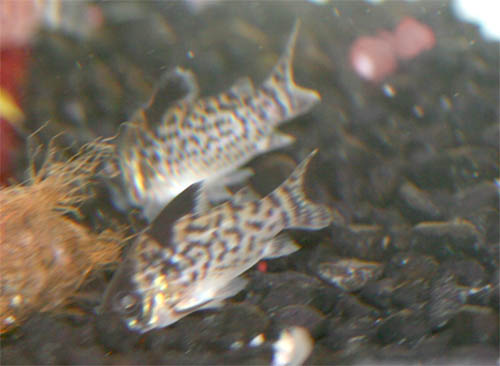
Corydoras leucomelas
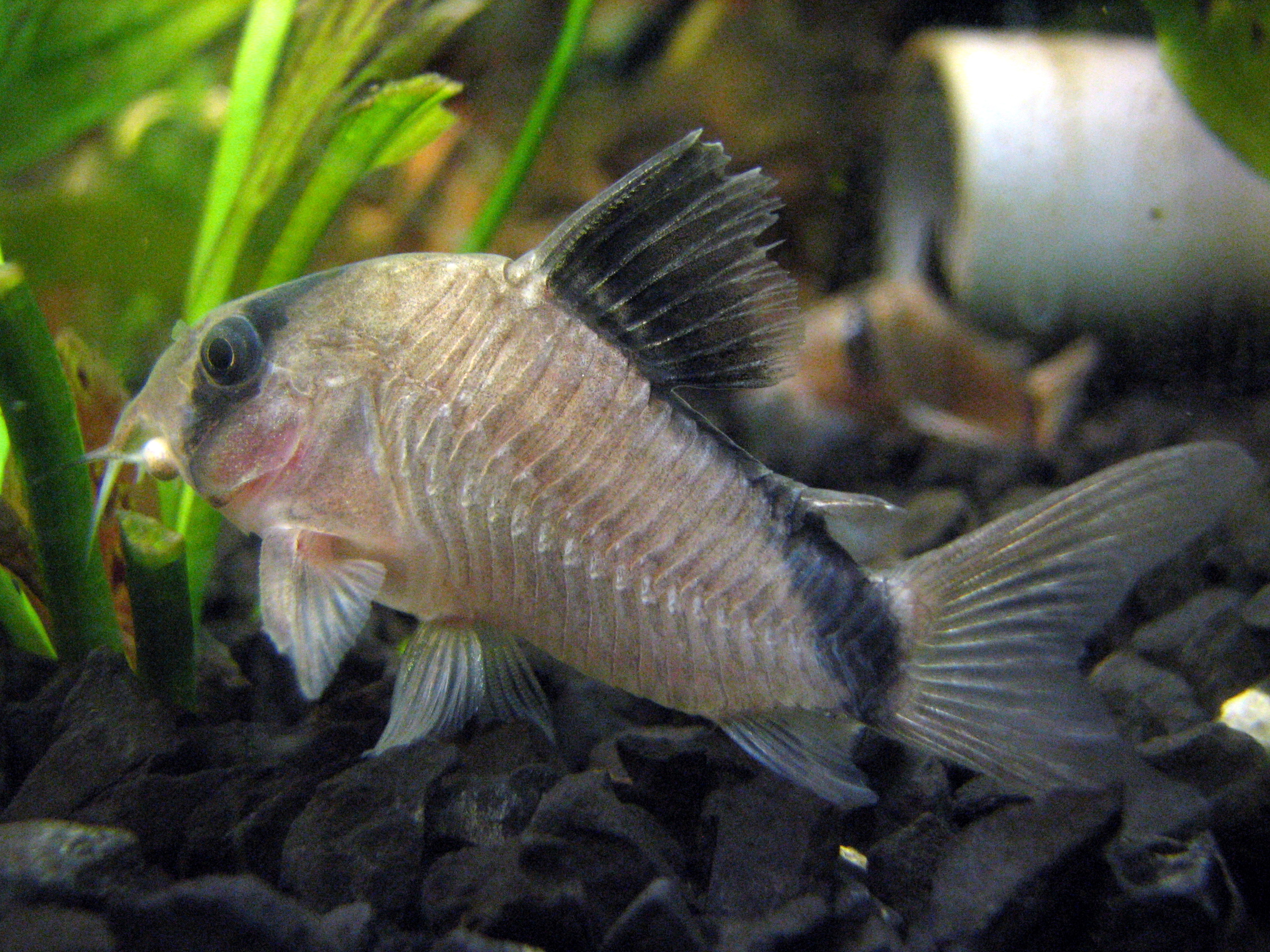
Corydoras metae
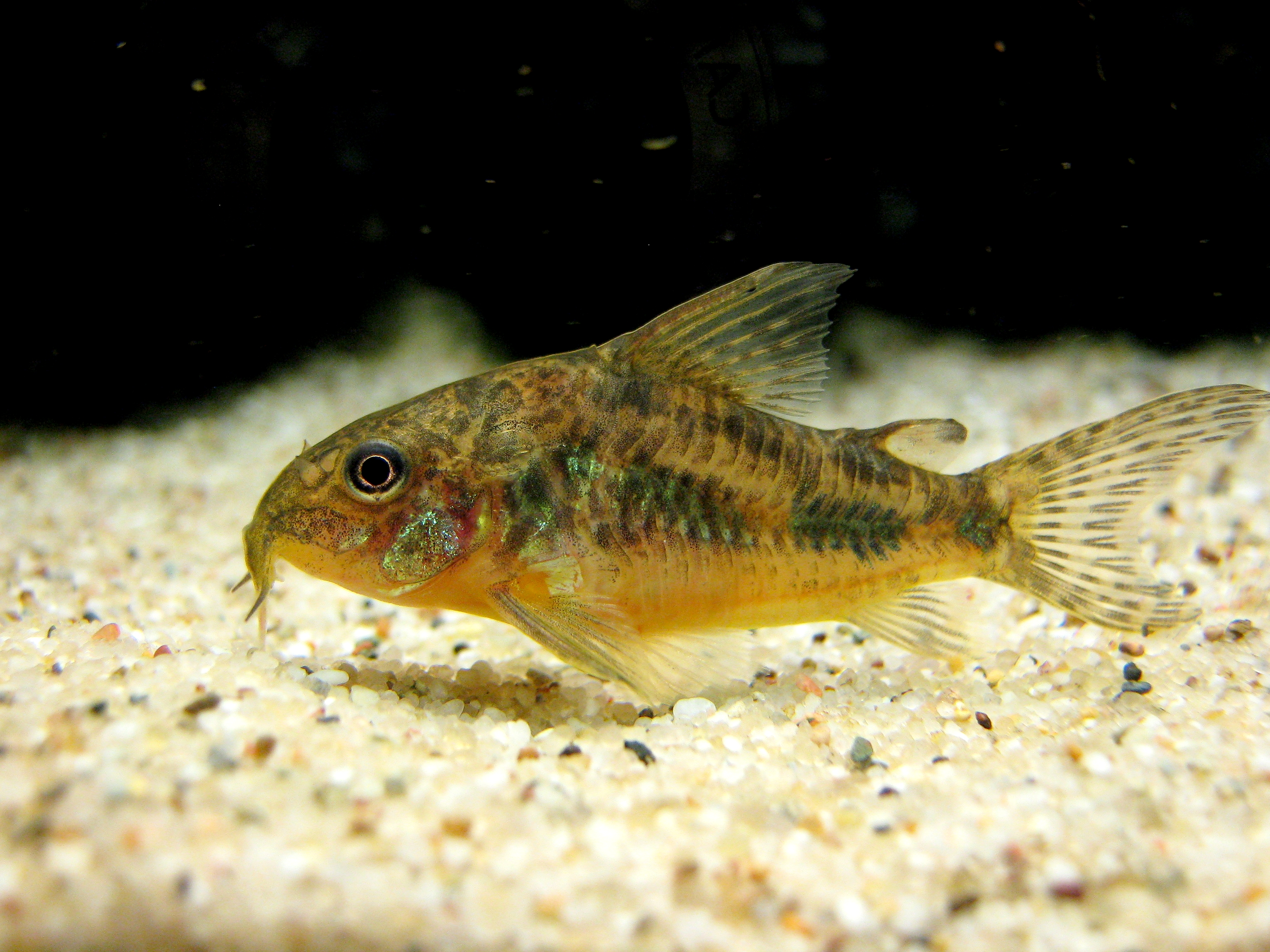
Corydoras paleatus
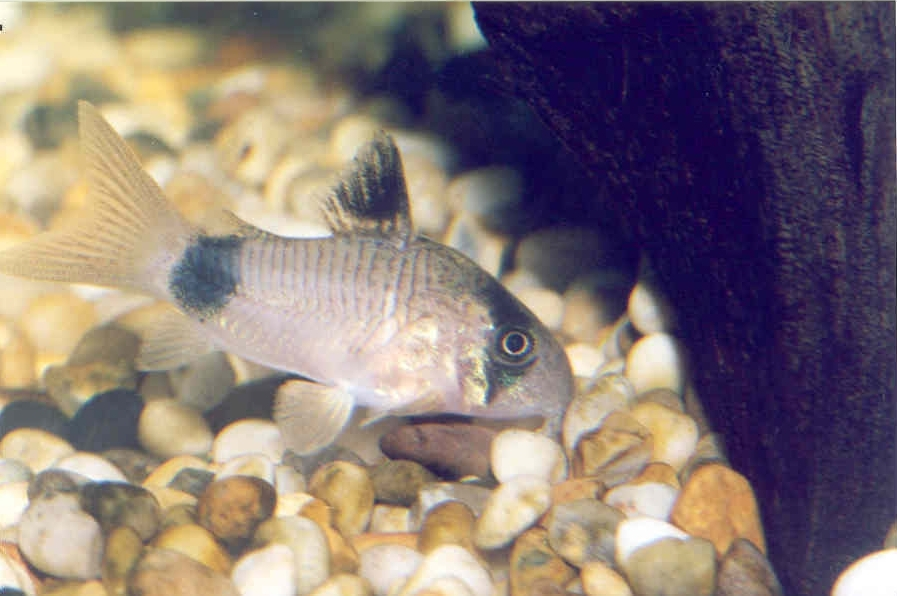
Corydoras panda
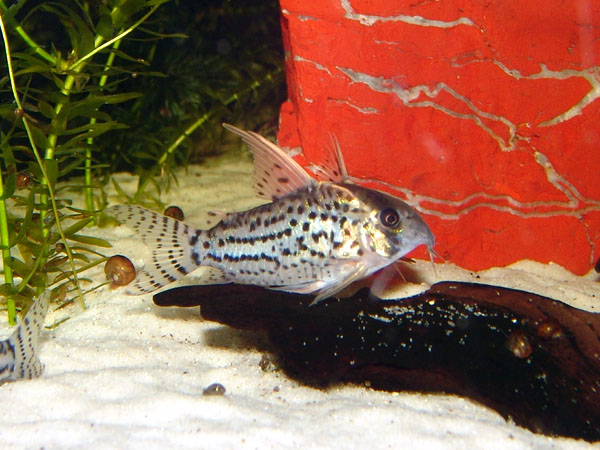
Corydoras schwartzi
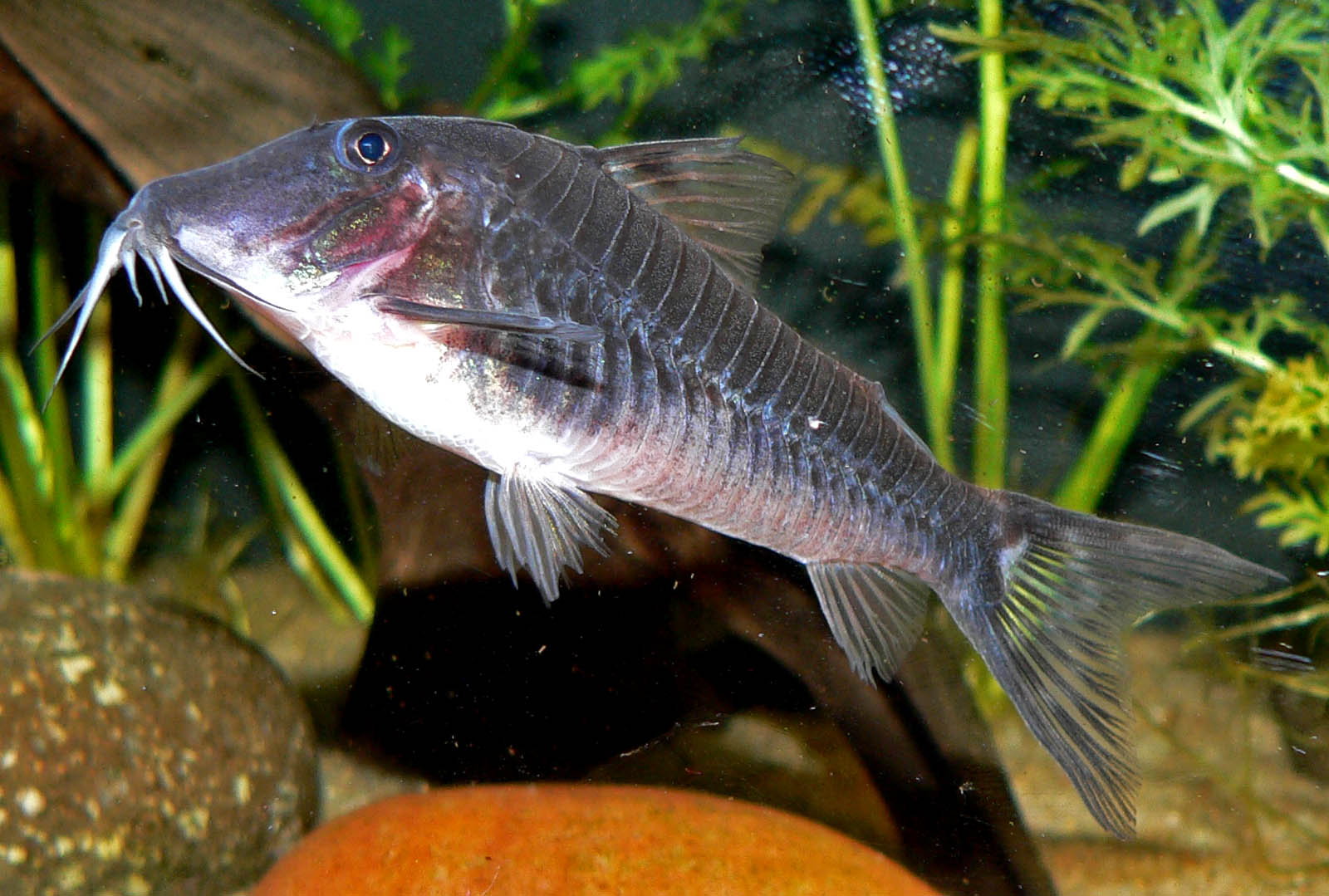
Corydoras semiaquilus
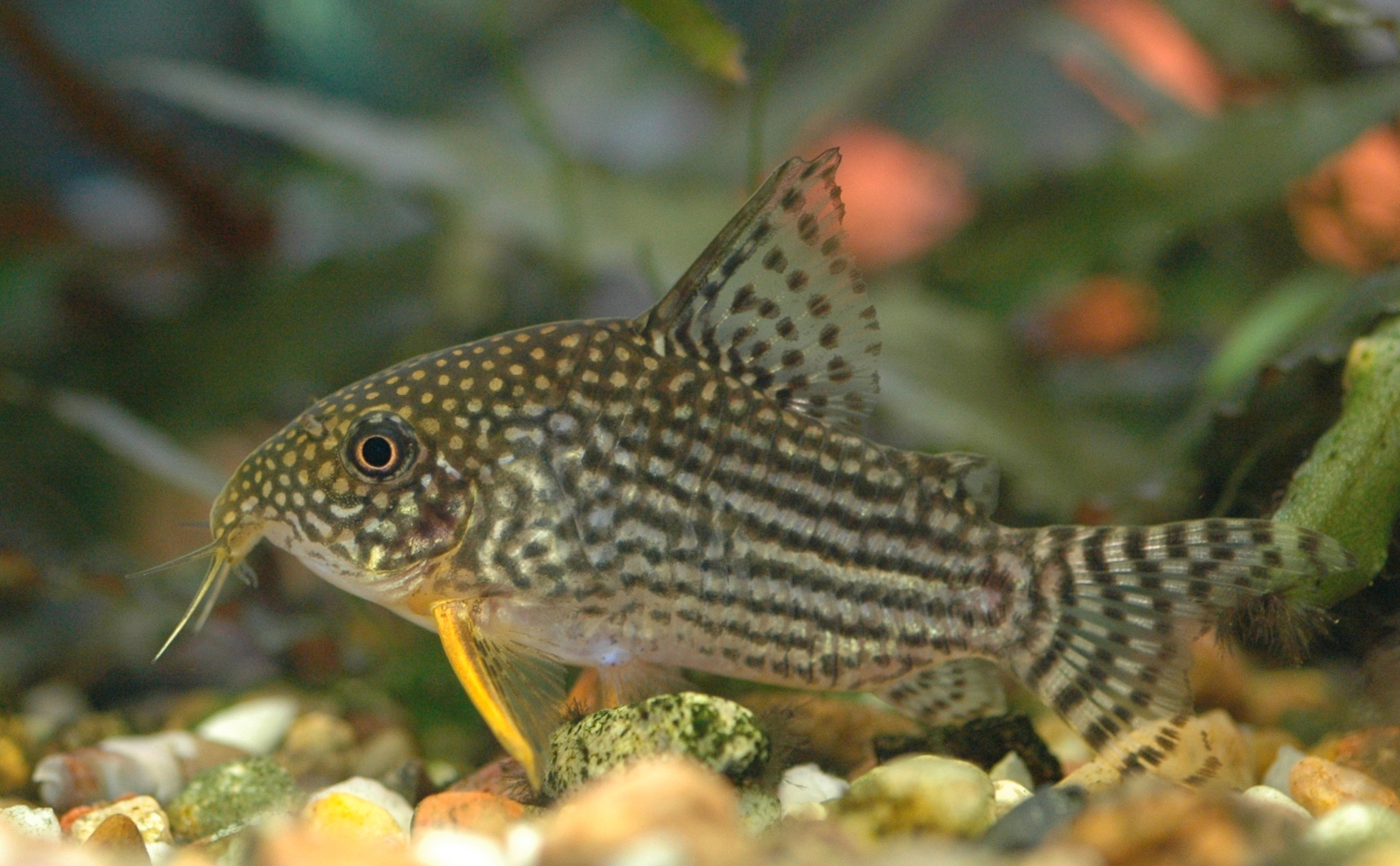
Corydoras sterbai
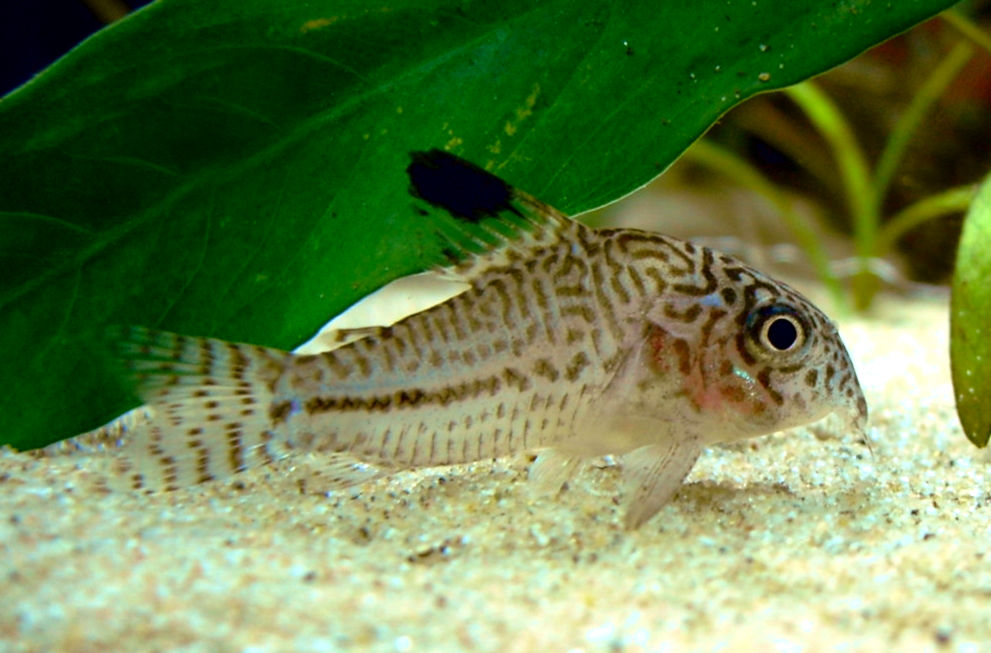
Corydoras trilineatus
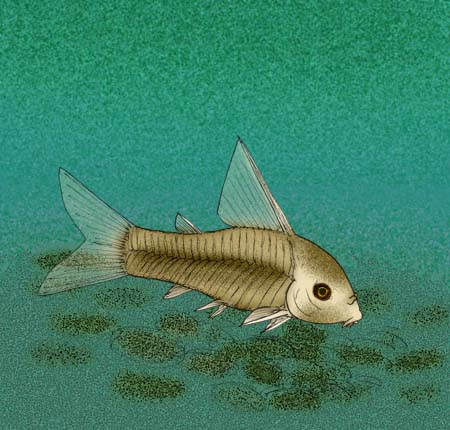
† Corydoras revelatus